# Siloking

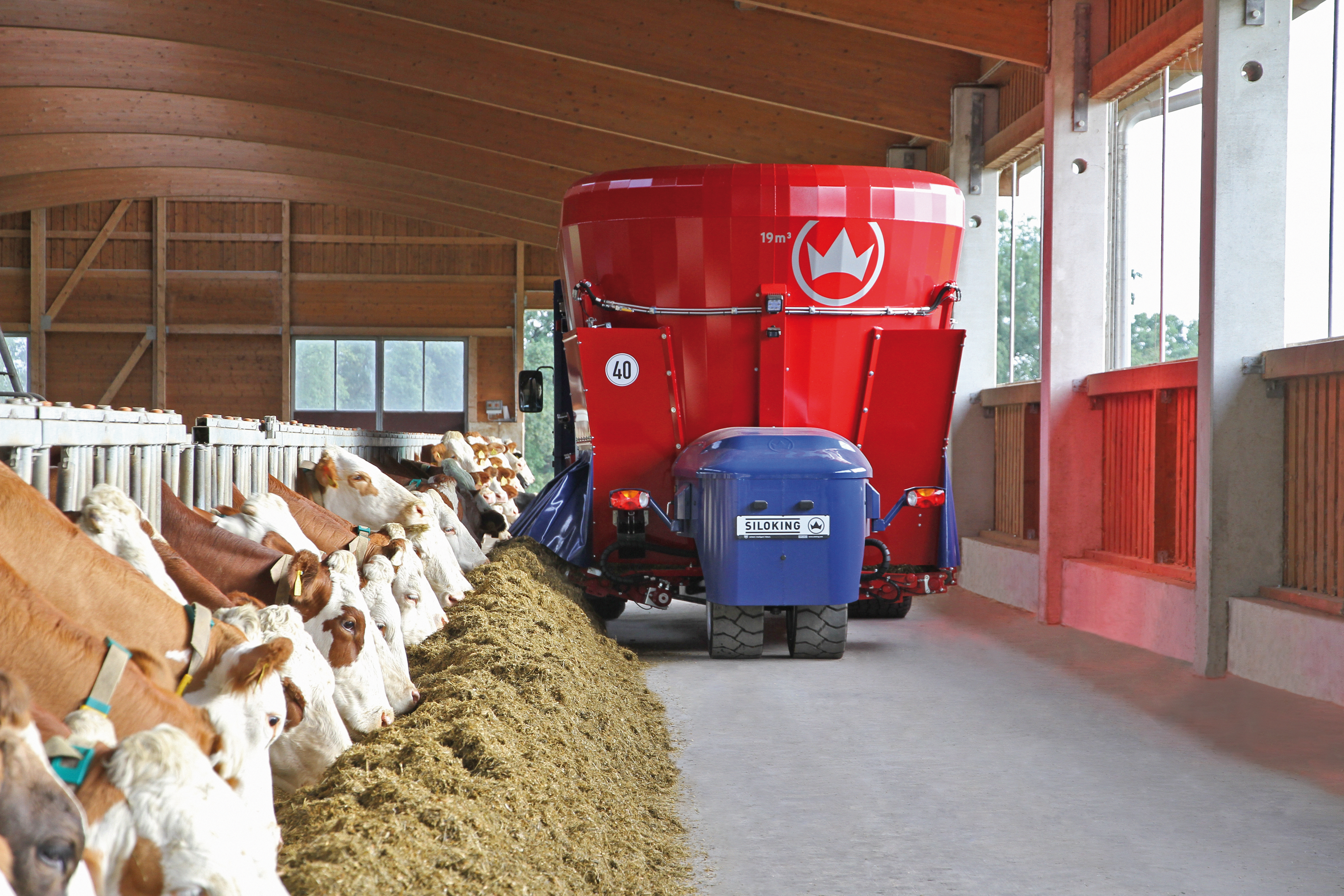
Futtermischwagen Selbstfahrer bei der Rinderfütterung

Siloking Mayer Maschinenbau GmbH (Eigenschreibweise SILOKING) ist ein familiengeführtes Unternehmen im Bereich der Landtechnik, das Fütterungstechnik unter der Marke Siloking entwickelt, produziert und vertreibt. Der Sitz des Unternehmens ist Tittmoning, Deutschland.
Siloking produziert Vertikal-Futtermischtechnik wie gezogene Vertikal-Futtermischwagen, selbstfahrende Vertikal-Futtermischwagen, elektrisch angetriebene Vertikal-Futtermischwagen, stationäre Vertikal-Misch- und Dosieranlagen sowie Silage-Entnahme- und Verteilgeräte.
Die Produktgruppe der selbstfahrenden Futtermischtechnik, die unter dem Namen Siloking SelfLine produziert und vertrieben wird, wurde zur Einführung auf der Eurotier 2004 mit der DLG Goldmedaille ausgezeichnet. Seit dem Jahr 2019 konnten 2000 SILOKING SelfLine im Markt platziert werden. Das Unternehmen ist Mitglied im VDMA, im Fachbereich Landtechnik.
Die Marke Siloking hatte im Jahr 2019/ 2020 einen Exportanteil von über 50 %, wobei in die Fütterungstechnik in über 50 Länder exportiert wurde. Die Produkte werden über die zur Siloking-Unternehmensgruppe zählenden Niederlassungen OOO Siloking Rus, in Lipetsk (RU), Siloking Agricultural Machinery Beijing Co. Ltd. in Peking (CN) sowie Siloking do Brasil comércio de equipmentos agropecuários LTDA, Sao Jose do Rio Preto (BR) vertrieben. Außerdem besteht ein Netz an Importeuren, die ebenfalls den Landtechnikhandel im jeweiligen Land betreuen, so etwa in Kanada, den Niederlanden und weiteren Ländern.

## Auszeichnungen
DLG Goldmedaille 2004: Im gleichen Jahr als der Siloking SelfLine auf den Markt gebracht wurde, zeichnete die DLG (Deutsche Landwirtschaftsgesellschaft) den selbstfahrenden Futtermischwagen 2004 mit der Goldmedaille „Eurotier“ aus.
DLG-anerkannt: Gesamt-Prüfung: Die beiden selbstfahrenden Futtermischwagen Siloking SelfLine 4.0 Premium 2215 19 m³ und der SelfLine 4.0 Compact 13 m³ erhalten 2016 das „DLG anerkannt Gesamtprüfung“-Siegel. Die selbstfahrenden Futtermischwagen wurden im praktischen Einsatz hinsichtlich ihrer Funktionseigenschaften in dem Gesamtprüfungstest geprüft. Die Mischgenauigkeit und die Fräsleistung bzw. die Mischgenauigkeit, die Fräsleistung und der Kraftstoffverbrauch schnitten laut DLG Prüfbericht über dem Standard ab.

## Geschichte

### Vom Vertrieb von Landtechnik zum Landtechnikhersteller
Die Gründung des Unternehmens erfolgte 1983 als Werkvertretung für landwirtschaftliche Maschinen unter anderem mit Siloblockschneider und Holzspaltern.
Nach der Einführung des Kälberiglus „Flixbox“ und der Kuhputzbürste „Happycow“, startete das Unternehmen im Jahr 1993 mit der Produktion von Fütterungstechnik. Mit der Vorstellung des Silokamms beginnt Siloking selbst landtechnische Maschinen zu entwickeln und zu produzieren.

### Markenanmeldung und Einstieg in die Futtermischtechnik
Im Jahr 1996 wurde die Marke Siloking angemeldet und ist bis heute als Wortmarke in mehr als 40 Ländern geschützt.
1997 wurde der erste Siloking Futtermischwagen (Siloking TrailedLine) vorgestellt. Die Erstellung einer Mischration für Wiederkäuer wird somit möglich, dabei wird das Futter mit einer Maschine gemischt, transportiert und ausgetragen.

### Der Siloking Selbstfahrer
2004 wurde der Siloking Selbstfahrer auf den Markt gebracht und im gleichen Jahr von der DLG (Deutsche Landwirtschaftsgesellschaft) mit der Goldmedaille „Impuls für den Fortschritt“ auf der EuroTier ausgezeichnet.
Im Jahr 2009 wurde die Siloking SelfLine Familie vergrößert, der Siloking SelfLine System 1.000+ mit 30 m³ Fassungsvolumen wurde vorgestellt. Er ist konzipiert für große und sehr große Betriebe mit 1.000 und mehr Kühen oder Biogasanlagen.
10 Jahre nach der Einführung des Siloking SelfLine konnte das Tittmoninger Unternehmen seinen 1.000ten selbstfahrenden Futtermischwagen produzieren.
Im gleichen Jahr wurden die drei Siloking Niederlassungen in Russland, China und Brasilien gegründet.
Im Jahr 2020/ 21 wurde die Auswahl der Selbstfahrer um den SelfLine 4.0 System 300+ 2519 erweitert, Siloking bietet damit fünf Modelllinien von selbstfahrenden Futtermischwagen an.

### Die voll-elektrische Fütterung
Als einziger Hersteller in der Branche stellt Siloking den ersten vollständig elektrisch von einem Akku angetriebenen Futtermischwagen vor.
Der Siloking eTruck wurde 2016 auf der Eurotier präsentiert.
Bisher (Stand 2020) konnten 100 Stück elektrisch betriebener Fütterungstechnik verkauft werden.
Der 2.000ste SelfLine verließ Mitte des Jahres 2019 das Werk.
Zwischen 2004 und 2023 lieferte Siloking 3.000 Selbstfahrer weltweit aus. Auf der Messe Agritechnica im Jahr 2023 stellt Siloking mit dem eTruck 2012 eine Neuauflage der elektrisch betriebenen Futtermischwagen mit mehr Befüllkapazität von 12 bis 20 m³ Behältervolumen vor.

## Standorte
Am Hauptstandort in Tittmoning befindet sich neben der Produktion auch die Entwicklungsabteilung. In Tittmoning-Kirchheim ist der Kundendienst, der Vertrieb und die Marketingabteilung gebündelt. Zusätzlich zum Standort Deutschland befindet sich unter der Gesellschaft Siloking Slovakia s.r.o. in Záhorská Ves ein weiterer Fertigungsstandort.
Neben den Fertigungsniederlassungen unterhält Siloking weitere Service- und Vertriebsniederlassungen in China, Russland und Brasilien mit jeweils eigener Unternehmensstruktur.